# وائل السمري
وائل السمري شاعر وكاتب وصحفي، مصري الجنسية يقيم في القاهرة، وهو كاتب مقل في إنتاجه الأدبي ولكنه يكتب للصحافة بغزارة.

## الحالة الاجتماعية
متزوج من الصحفية دينا عبد العليم، وله ولدين هما زين وصفي.

## المنصب
رئيس التحرير التنفيذي لجريدة اليوم السابع، وعضو مجلس الأمناء، ورئيس القسم الثقافي فيها.

## الجوائز والتكريمات
بالنسبة للشاعر فإن جائزة الشاعر الأهم هي القصيدة ذاتها، أما بقية الجوائز التي يحصل عليها المبدعون فهي ليس أكثر من تعبير عن الإعجاب يتقبله شاكرا ممتنا، كما يتقبل إشادة عابرة عبر البريد إلكتروني أو صديق في مكالمة هاتفية. ومع ذلك فقد كُرِمَ الشاعر بجوائز عديدة وهي:
- جائزة الهيئة العامة لقصور الثقافة في المسابقة المركزية لأفضل قصيدة فرع شعر الفصحى عام 2001، عن قصيدته – والتى لم تنشر –«أغنية العاشق الأوزيرى».[6]
- الجائزة الأولى في مسابقة المجلس الأعلى للثقافة، شعر الفصحى عام 2003، وفازت قصيدته – لم تنشر –«عرس الولي».[7]

- الجائزة الأولى في المسابقة المركزية للهيئة العامة لقصور الثقافة 2008، عن ديوانه– لم يصدر – «عرس الولي».[8]
- جائزة أفضل ديوان شعر فصحى عام 2010 – 2011 عن ديوان «الساقي».[7]
- الجائزة الأولى في مسابقة الصحافة المصرية في مجال الصحافة الفنية 2019، وذلك بموضوعي (زكريا أحمد.. أبانا الذي في المقام الشرقي) و (بليغ حمدي مر من هنا).[9]
- جائزة المسرح ضمن جوائز معرض القاهرة الدولي للكتاب لعام 2022.

## الأعمال
- ديوان «الساقي» عن دار ميريت للنشر 2011. ويحتوي على عشرات القصائد.[10]
- ديوان شعر «رواية مفقودة» عن الهيئة المصرية العامة للكتاب 2019، وهو الديوان الثاني للشاعر يحتوى ديوان «رواية مفقودة» على 10 قصائد مقسمة إلى قسمين جاء الأول بعنوان «جُرحٌ» ينما جاء الجزء الثاني بعنوان «تعديل».[11]
- كتاب «ابني يعلمني» عن الدار المصرية اللبنانية، يحتوي الكتاب على مقدمة بعنوان «قنطرة»، و20 فصلا أو درسًا بعناوين مختلفة، وخاتمة بعنوان «الدرس صفر»، وهو سيرة نثرية يدون فيها الكاتب مشاعره تجاه لحظات الميلاد، وتجربته الشخصية مع مشاعر الأبوة.[12]
- تحت الطبع «كما لا ترون» مسرحية شعرية، و«فقهاء التنوير» مقالات فكرية.[13]
- كتاب «ابني يعلمني» عن الدار المصرية اللبنانية، ويحتوي الكتاب على مقدمة بعنوان «قنطرة»، و20 فصلا أو درسًا بعناوين مختلفة، وخاتمة بعنوان «الدرس صفر»، ويدون فيها الكاتب مشاعره تجاه لحظات الميلاد، وتجربته الشخصية مع مشاعر الأبوة.[14]
- كتب العديد من القصائد المغناة باللغة العربية الفصحى منها قصيدة «الشعب يريد»، وأوبريت «الحرية لسوريا»، وهما من ألحان الموسيقار العراقي نصير شمة.[14]
- أطلق باللغة العامية أغنيتين باللغة العامية من كلماته وألحانه أغنية «من يوم ما جاني الحسين» وهي أغنية في حب الحسين، فهو بالنسبة له المثال الأكمل في تاريخنا العربي والإسلامي للفروسية والشهامة والكرامة والشجاعة والفداء، مؤكدا أن الأغنية تصف واقعة حقيقية لرؤية الإمام الحسين في المنام وأنه لم يفعل شيئا في الأغنية سوى وصف ما دار في هذه الرؤية.[15] أما الأغنية الثانية فهي بعنوان «ماما»، شارك خمسة أطفال في أدائها، هم: زين وائل السمري، ويونس سعد الدين، ونوح سعد الدين، وحمودي أحمد وإبراهيم فوزي، مع ظهور خاص للطفل صفي وائل السمري وقامت بدور الأم «دينا عبد العليم»، وأخرج لها الفيديو كليب شادي أبو الحسن. تتحدث الأغنية في شكل درامي عن تأثير الأحداث العالمية التي يمر بها العالم على عيد الأم وظهور فيروس كورونا وانتشاره واستغلال الأطفال لهذه الأحداث للتهرب من تقديم الهدايا لأمهاتهم في عيد الأم.[16]